# The Agonist
The Agonist byla kanadská metalová kapela z Montrealu, založená v roce 2004 kytaristou Dannym Marinem, baskytaristou Chrisem Kellsem a zpěvačkou Alissou White-Gluz. Ta používá techniky jak growlingu, tak i čistého zpěvu. Původní název kapely byl The Tempest a v roce 2007 se změnil na The Agonist. Kapela vydala čtyři alba, čtvrté s názvem Eye of Providence v roce 2015, které nebylo kritikou přijato nijak vlídně. Za nejlepší alba jsou považována Lullabies of the Dormant Mind a Prisoners. Kapela se také posunula od původního žánru metalcore spíše k melodickému death metalu.
V roce 2014 Alissa White-Gluz přestoupila do švédské kapely Arch Enemy a na její místo nastoupila Vicky Psarakis. V roce 2023 oznámila skupina The Agonist ukončení své činnosti.

## Členové

### Stávající
- Danny Marino – kytara (2004–současnost)
- Pascal "Paco" Jobin – kytara (2010–současnost)
- Chris Kells - baskytara, doprovodný zpěv (2004–současnost)
- Simon McKay – bicí, perkuse (2007–současnost)
- Vicky Psarakis – zpěv (2014–současnost)

### Na turné
- Justin Deguire – kytary (2011)

### Bývalí
- Andrew Tapley – kytara (2007–2008)
- Chris Adolph – kytara (2009)
- Alissa White-Gluz – zpěv (2004-2014)

## Diskografie
- Once Only Imagined (2007)
- Lullabies for the Dormant Mind (2009)
- Prisoners (2012)
- Eye of Providence (2015)
- Five (2016)
- Orphans (2019)

## Videoklipy
- Business Suits and Combat Boots (2007)
- ...and Their Eulogies Sang Me to Sleep (2009)
- Birds Elope with the Sun (2009)
- Thank You Pain (2009)
- Panophobia (2012)